# مؤتمر نزع السلاح
مؤتمر نزع السلاح (بالإنجليزية: (The Conference on Disarmament (CD)‏، تأسس عام 1979 كمنتدى متعدد الأطراف للتفاوض بشكل موحد على المستوى الدولي في شؤون نزع السلاح.
جاء التأسيس ضمن أعمال الجلسة الخاصة الأولى لمؤتمر نزع السلاح المنعقد عام 1978، بحيث يصبح المؤتمر بديلاً ويعمل على جمع الهيئات التي تتناول موضوع نزع السلاح ضمن مؤسسة واحدة ومنها: لجنة الأمم العشر لنزع السلاح (بالإنجليزية: Ten-Nation Committee on Disarmament)‏ تأسست عام (1960)، لجنة الأمم الثمانية عشر لنزع السلاح (بالإنجليزية: the Eighteen-Nation Committee on Disarmament)‏ العاملة منذ عام 1962 إلى 1968، مؤتمر لجنة نزع السلاح  (بالإنجليزية: the Conference of the Committee on Disarmament)‏ العاملة خلال الفترة من 1969 إلى 1978.

## الأمين العام
بالرغم من الانفصال المؤسسي بين منظمة الأمم المتحدة ومؤتمر نزع السلاح إلا أن مدير عام مكتب جنيف للأمم المتحدة يعد أميناً عاماً لمؤتمر نزع السلاح، كما يتولى مهام مبعوث الأمين العام للأمم المتحدة الخاص بشؤون نزع السلاح وتم مؤخرا ًالإعلان عن ترشيح السيد علي عبد السادة العيساوي نائبا ً له .

### مهام مؤتمر نزع السلاح
- وقف سباق التسلح النووي ونزع السلاح النووي.
- منع الحرب النووية، بما في ذلك جميع المسائل ذات الصلة.
- منع حدوث سباق تسلح في الفضاء الخارجي.
- اتخاذ ترتيبات دولية فعالة لتأمين الدول غير الحائزة لآسلحة نووية من استعمال الأسلحة النووية أو التهديد باستعمالها ضدها.
- الأنواع الجديدة من أسلحة الدمار الشامل والمنظومات الجديدة من هذه الأسلحة، الأسلحة الإشعاعية.
- البرنامج الشامل لنزع السلاح.
- الشفافية في مسألة التسلح.

### الدول الأعضاء
عند تأسيس مؤتمر نزع السلاح كان عدد الأعضاء 40 دولة عام 1978، تمت زيادة هذا العدد تدريجياً ليصل إلى 66 عضواً ثم عاد للتناقص ومؤخراً في عام 2003 حيث تم حذف يوغسلافيا من عضويته بسبب انفصال أقاليمه ليشكل دولاً مستقلة وليعود عدد الأعضاء إلى 65 عضواً، كالتالي:
الجزائر، الأرجنتين، أستراليا، النمسا، بنغلاديش، روسيا البيضاء، بلجيكا، البرازيل، الكاميرون، كندا، تشيلي، الصين، كندا، كولومبيا، كوبا، كوريا الشعبية الديمقراطية، جمهورية الكونغو الديمقراطية، الإكوادور، مصر، إثيوبيا، فنلندا، فرنسا، ألمانيا، هنجاريا، الهند، أندونيسيا، إيران، العراق،
إرلندا، إسرائيل، إيطاليا، اليابان، كازاخستان، كينيا، ماليزيا، المكسيك، منغوليا، المغرب، ماينمار، هولندا، نيوزيلاندا، نيجيريا، النرويج، باكستان، البيرو، بولندا، جمهورية كوريا، رومانيا، روسيا الإتحادية، السنيغال، سلوفيكيا، جنوب أفريقيا، أسبانيا، سريلانكا، السويد، سويسرا، سوريا، تونس، تركيا، أوكرانيا، المملكة المتحدة، الولايات المتحدة الأمريكية، فنزويلا، فيتنام، زمبابوي.

### التطور التاريخي
تم التوصل لاتفاق حول تأسيس مؤتمر نزع السلاح ضمن أعمال الجلسة الخاصة حول نزع السلاح المنعقدة عام 1978 في القرار رقم (UNSSOD I res.S10\2)، وبـذلك كانت خلفاً لكل من : لجنة الأمم الثمانية عشر حول نزع السلاح المؤسسة تبعاً لقرار الجمعية العامة رقم (GA res.1722 -XXIV) لعام 1961، ومؤتمر لجنة نزع السلاح المؤسس تبعاً لقرار الجمعية العامة رقم (GA res.2602-XXIV) لعام 1969، ولقد اجتمعت الدول المؤسسة منذ العام 1962 تحت رئاسة كل من الاتحاد السوفيتي والولايات المتحدة بالتناوب.
وفي عام 1979 بدأ عمل المؤتمر ليناقش مسائل نزع السلاح بشكل شامل ضمن إطار العمل الدولي، كما اتخذ قراراً بعمل المؤتمر في مجالات سباق التسلح ونزع السلاح لتغطية عشر مسائل رئيسة :
- جميع مجالات التسلح النووي.
- الأسلحة الكيميائية.
- أسلحة الدمار الشامل.
- الأسلحة التقليدية.
- خفض ميزانيات القوات المسلحة.
- خفض اعداد العاملين في القوات المسلحة.
- نزع السلاح والتنمية.
- نزع السلاح والأمن الدولي.
- الجهود الدولية في مجال بناء الثقة، وإجراءات الرقابة على النشاطات العسكرية بما يتوافق مع الاتفاقيات الدولية.
- وضع برامج شاملة لنزع السلاح على المستوى الدولي.

بين عامي 1979 - 1984 عرف المؤتمر باسم لجنة نزع السلاح، ولكن نظراً لتعارض الأسماء مع اللجنة الأولى للجمعية العامة المختصة بنزع السلاح تم التأكيد على المسمى الرسمي كما جاء في الوثائق المؤسسة للمؤتمر.
يستمد مؤتمر نزع السلاح أجندته من الحوار القائم بين الأعضاء في الجمعية العامة للأمم المتحدة بعد تلقيها مقترحاً من المؤتمر، وبارغم من احتفاظ المؤتمر بنظامة الداخلي المنفصل إلا أن له علاقة خاصة بالأمم المتحدة، حيث يتم تمويلة من الميزانية العادية للأمم المتحدة، كما تعقد إجتماعاتة ضمن مقر الأمم المتحدة في جنيف، ويتم متابعة أعمال السكرتارية بواسطة موظفي الممثل عالي المستوى للأمين العام للأمم المتحدة لشؤون نزع السلاح، كما يقدم المؤتمر تقاريره الدورية للجمعية العامة كل عام.

### إنجازات مؤتمر نزع السلاح
تمكن المؤتمر من تحقيق نجاحات كبيرة من بينها:
- معاهدة منع التجارب النووية في الفضاء الخارجي وتحت سطح الماء لعام 1963
- معاهدة منع الانتشار النووي لعام 1968
- معاهدة الحد من التجارب النووية تحت سطح الأرض لعام 1974
- معاهدة التفجيرات تحت سطح الأرض لأغراض سلمية لعام 1976
- وآخرها معاهدة منع كل التجارب النووية لعام 1996 